# 100 % mag
100 % mag est une émission de télévision française diffusée sur M6 du 11 février 2008 au 7 novembre 2014, du lundi au vendredi à 18 h 45.
Elle a été présentée successivement par Estelle Denis du 11 février 2008 à août 2012, puis par Faustine Bollaert d'août 2012 à juillet 2014, et enfin par Louise Ekland de septembre à novembre 2014.

## Principe
100 % mag a pour vocation d'informer quotidiennement les téléspectateurs à l'aide de reportages et ainsi de « décoder le monde qui nous entoure ». Cette émission est consacrée aux tendances et aux phénomènes de société liés à l'actualité. Le magazine s'articule entre cinq reportages, d'une partie consacrée à l'actualité people, et d'une rubrique intitulée La Minute facile présentant des vidéos d'astuces pratiques dites 100 % pratique et 100 % facile.
L'émission avait pour titre initial Actuel mais en raison de l'existence d'un magazine du même nom créé par Jean-François Bizot (et même si la parution s'était interrompue au milieu des années 1990), M6 renonce finalement à ce titre.

## Historique
En juin 2008 et du fait de l'Euro 2008, Estelle Denis quitte la présentation du magazine provisoirement et est remplacée par Nathalie Renoux.
À partir de mars 2010, Marie-Ange Casalta devient le joker d'Estelle Denis puis de Faustine Bollaert à partir du 27 août 2012 à la présentation de 100 % mag.
À partir du 27 août 2012, Faustine Bollaert succède à Estelle Denis à la présentation du magazine.
De juillet à août 2014, Marie-Ange Casalta étant en congé maternité, Louise Ekland la remplace pendant les émissions estivales, puis récupère définitivement la présentation du magazine à la rentrée de septembre 2014 jusqu'à novembre 2014, Faustine Bollaert présentant désormais Rising Star.
Le 1er décembre 2014, M6 a annoncé avoir arrêté l'émission en novembre 2014 en raison d'audiences jugées beaucoup trop faibles depuis la rentrée 2014.

## L'Été de 100% mag
Lors des vacances de l'été 2010, le magazine change de formule et devient L'Été de 100 % mag présenté par Marie-Ange Casalta. Il s’intéresse chaque semaine à une région de France.
La première saison, présentée par Marie-Ange Casalta, a été diffusée du 12 juillet 2010 au 23 août 2010 et a eu lieu en Corse, en Vendée, au Pays basque, en Bretagne, en Provence et sur la Côte d'Opale.
La deuxième saison, toujours présentée par Marie-Ange Casalta, a été diffusée du 4 juillet 2011 au 20 août 2011. L'Été de 100 % mag s'est installé cette année-là sur le bassin d’Arcachon, en Normandie, dans les Alpes-Maritimes, en Charente, en Camargue, autour du lac d’Annecy, et en Ardèche. Pour la première fois, l'émission était aussi diffusée le samedi.

## Identité visuelle

Logo de 100 % mag de février 2008 à 2009.
Logo de 100 % mag de septembre 2009 à 2010.
Logo de 100 % mag de septembre à novembre 2014.

## Audiences
L'émission démarrait mal avec moins de 1,5 million de téléspectateurs pour 7,8 %.
Le 3 juillet 2012, 100 % mag réalise un nouveau record en rassemblant 1,9 million de téléspectateurs pour une part d'audience de 13,2 % sur le public.
En 2014, 100 % mag a perdu des téléspectateurs. Sur les 4 ans, les audiences passent de 10,5% à 9,3%, soit 2 millions de téléspectateurs en moyenne en janvier 2014, contre 1,7 million en 2013.